# Hypercompe tessellata
Hypercompe tessellata är en fjärilsart som beskrevs av Druce 1906. Hypercompe tessellata ingår i släktet Hypercompe och familjen björnspinnare. Inga underarter finns listade i Catalogue of Life.